# 碳化钡
碳化钡是钡的一种碳化物，化学式BaC
2。钡另有一种碳化物BaC6。

## 制备
碳化钡可以由钡和碳在1300 °C下直接反应而成。
它也可以由硫酸钡、红磷和碳反应而成。

## 性质

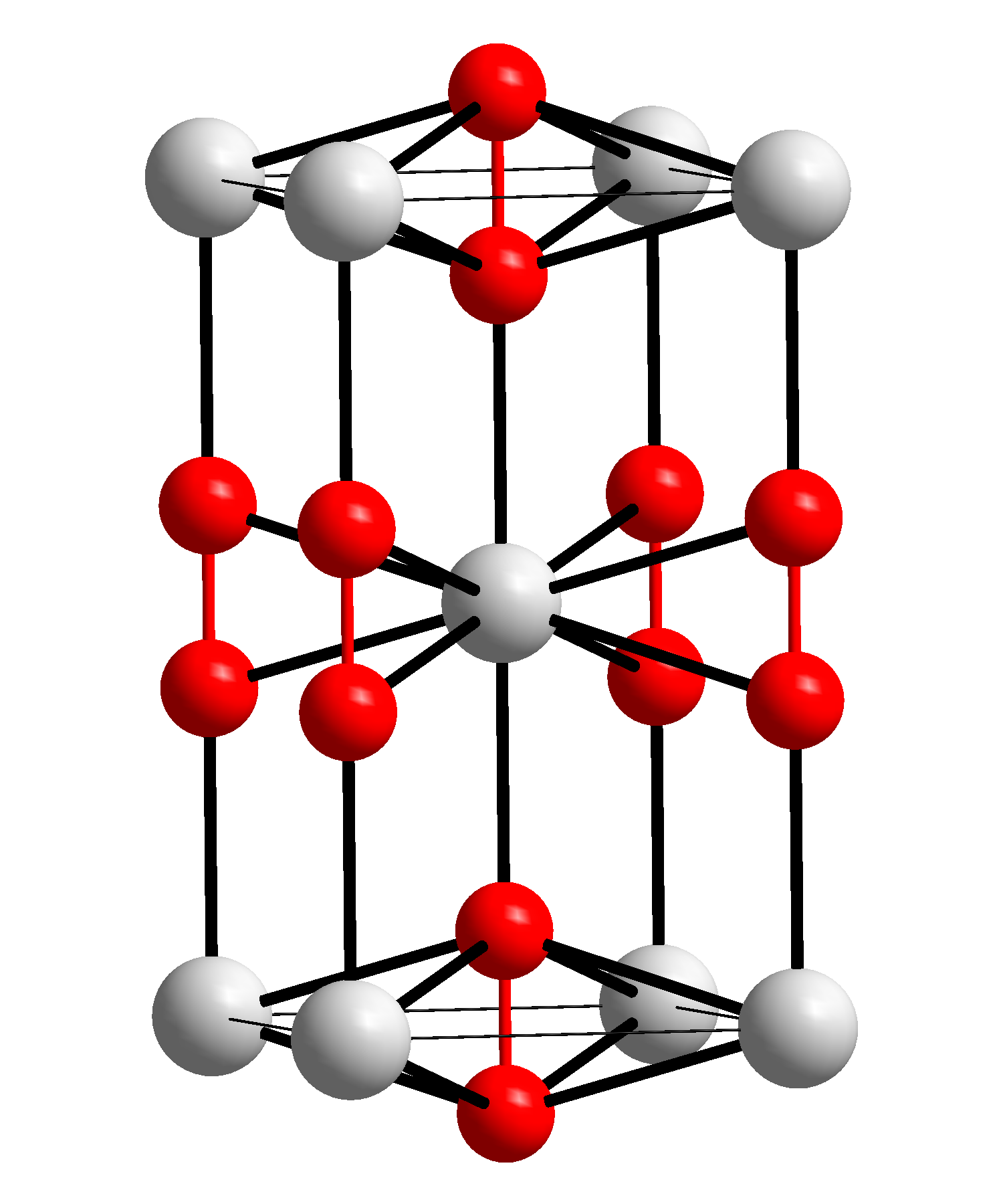
碳化钡的结构
__ Ba^{2+} __ C^{−}

碳化钡是一种灰色固体，遇水放出乙炔。
{\displaystyle \mathrm {BaC_{2}+2\ H_{2}O\longrightarrow Ba(OH)_{2}+C_{2}H_{2}\uparrow } }